# Coptotettix hechiensis
Coptotettix hechiensis är en insektsart som beskrevs av Zheng, Z. och Deng 2005. Coptotettix hechiensis ingår i släktet Coptotettix och familjen torngräshoppor. Inga underarter finns listade i Catalogue of Life.